# Coronel Zé Júlio
José Júlio de Andrade (São Francisco de Uruburetama, 26 julho de 1862 — Rio de Janeiro, 24 de junho de 1953) também conhecido por Coronel Zé Júlio ou Czar do Jari, natural de Sobral (CE mas residia em na Vila de Arumanduba em  Almeirim (PA), foi o maior latifundiário da região com três milhões de hectares, com propriedades nos municípios de Almeirim e Porto de Moz, no Estado do Pará, e nos municípios de Laranjal do Jari e Mazagão (Amapá), no Estado do Amapá.
Logo tornou-se também o comerciante local mais rico no ramo de exportação de látex, andiroba e castanha do pará. Adquiriu o título honorífico militar do Exército de "Coronel da Guarda Nacional".
Elegeu-se Senador da Câmara de Belém com sucessivos mandatos e conheceu o Presidente da República Getúlio Vargas na década de 1930. Foi um homem extremamente influente no campo político, social e econômico do Baixo Amazonas até a revolução de 1930. Quando o Tenente Magalhães Barata (Interventor Federal no Pará) o tornaria inimigo, devido ser amigo do jornalista Paulo Maranhão.
Coronel José Júlio praticava o coronelismo, através de uma personalidade amistosa, mas ao mesmo tempo tirana, governando com mão-de-ferro a produção de suas terras e as pessoas que ali trabalhavam. Depoimentos locais dizem que ele aliciava e levava as filhas de seus empregados para serviços domésticos, sexuais e trabalhos de excentricidade, caracterizando semelhança com antigos feudos medievais.
Casado com  Laura Neno de Andrade (filha do Intendente de Almeirim na época), porém infértil, assim José Júlio de Andrade teve muitas mulheres, figurando Chiquinha Rodrigues entre as preferidas, a qual conheceu no Jarí. Mesmo assim não teve filhos e sua herança ficou para Maria Laura, filha mais velha de um sobrinho. Em 1949 afastou-se dos municípios de Almeirim, Mazagão e Porto de Moz. Vendera sua fazenda do Rio Aquiqui para Michel de Melo e Silva e a Jaripara  para um grupo de portugueses.